# Pomnik 72 Pułku Piechoty w Radomiu
Pomnik 72 Pułku Piechoty im. Dionizego Czachowskiego w Radomiu – pomnik zlokalizowany przy ulicy Malczewskiego.

## Historia

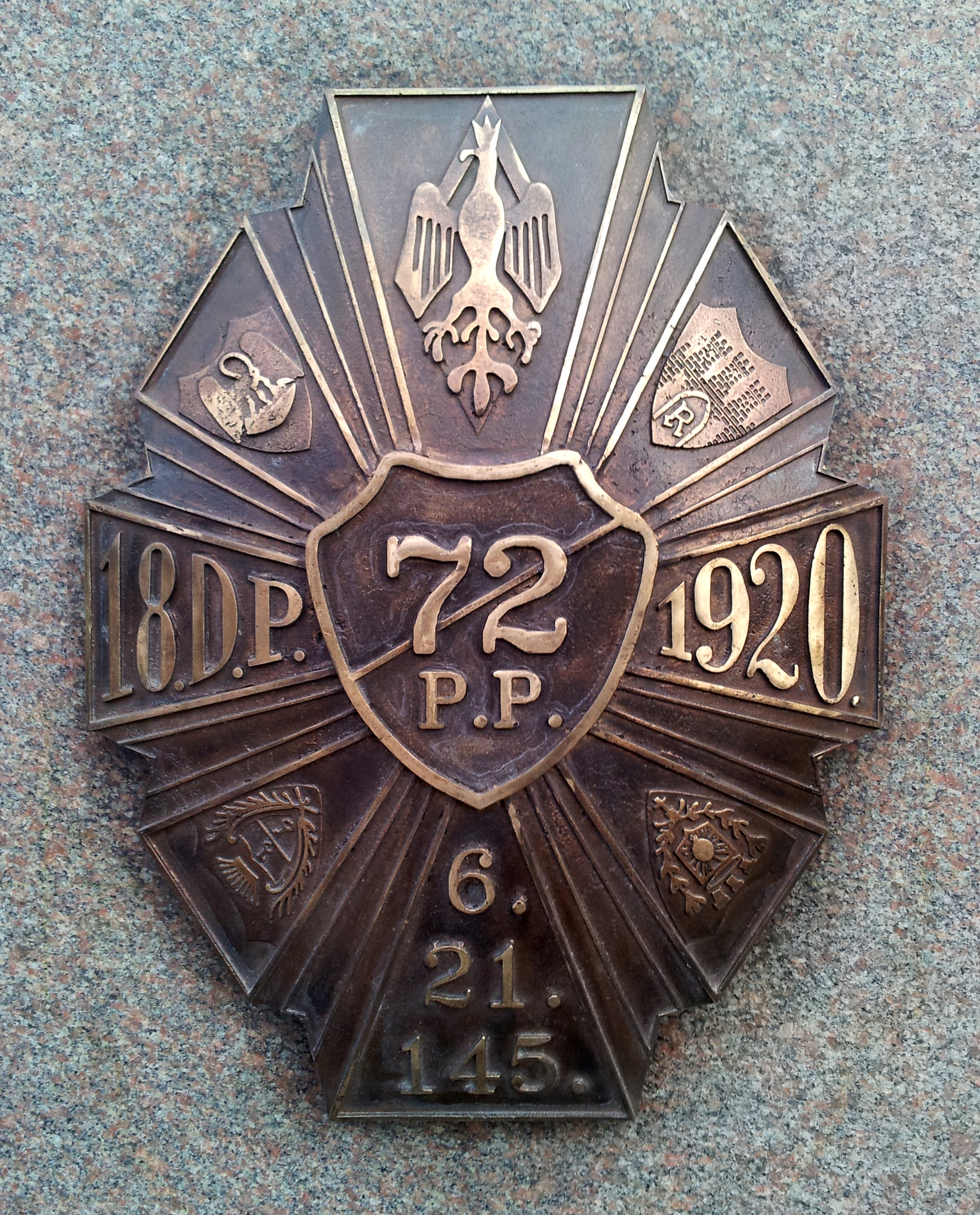
Kopia odznaki 72 pp umieszczona na pomniku

Z inicjatywą budowy pomnika upamiętniającego stacjonujący w Radomiu w okresie międzywojennym 72 Pułk Piechoty wystąpiła w 2015 roku grupa społeczników. W 1939 roku formacja ta, wchodząc w skład  armii „Łódź”, brała udział w walkach z III Rzeszą w okolicach Wielunia. Część oddziału została rozbrojona przez Niemców, pozostali żołnierze przedostali się zaś na wschód, gdzie zostali wzięci do niewoli przez Armię Czerwoną. Części z nich, m.in. oficer Jakub Wajda, ojciec Andrzeja Wajdy, została później zamordowana w Katyniu. Budowę pomnika według projektu Stanisława Romańczuka i Tadeusza Derlatki rozpoczęto w drugiej połowie 2015 roku, a jego uroczyste odsłonięcie nastąpiło 1 września 2016 roku. Autorem rzeźb jest Stanisław Romańczuk. Monument usytuowany jest przy ulicy Malczewskiego, w pobliżu rogatki warszawskiej oraz tzw. Domu Oficerskiego, w dwudziestoleciu międzywojennym zamieszkiwanego przez wojskowych służących w pułku. Budowa pomnika kosztowała ok. 120 tys. złotych. Prace sfinansowano ze składek obywatelskich oraz przy wsparciu radomskich przedsiębiorstw. 72 pp upamiętnia w Radomiu także plac noszący imię tej formacji.

## Opis
Pomnik składa się z dwóch, osadzonych na niskiej płycie pylonów wykonanych z granitu skandynawskiego o wysokości 2,5 m, zwieńczonych brązowym orłem wojskowym według wzoru z 1936 roku. Na lewym pylonie umieszczono ponadto brązową kopię odznaki 72 pp. Na pomniku mieszczono także inskrypcje. Na lewym pylonie:
PAMIĘCI 

ŻOŁNIERZY 

72 PUŁKU PIECHOTY 

D. CZACHOWSKIEGO 

Na prawym pylonie, nad odznaką umieszczono napis:
BÓG 

HONOR  

OJCZYZNA 

Pod odznaką: